# The Sheila Divine
The Sheila Divine is een Amerikaanse rockband uit Boston. De band werd opgericht in 1997 en ging in 2003 uiteen. In 2010 kwamen ze evenwel weer samen om nieuwe nummers te schrijven. Dit resulteerde in het nieuwe album "The things that once were". De bekendste nummers van de band zijn Like a criminal, Hum en Sideways. The Sheila Divine is vooral bekend in het Amerikaanse Boston, Buffalo en in België. Bandleden zijn Aaron Perrino, Jim Gilbert en Shawn Sears. De band trad onder meer op CrammerocK, Rock Ternat, Windorock en gratis op Marktrock Leuven (Vismarkt). Na de split in 2003 richtte frontman Aaron Perrino de band Dear Leader op. Ondanks de reünie van The Sheila Divine, blijft ook deze band bestaan.

## Discografie

### Albums
- New Parade (1999 · Roadrunner Records)
- Where Have My Countrymen Gone (2001 · Co-Op Pop Records and B-track (Benelux))
- The Things That Once Were (2012)
- The Morbs (2015 · Zippah Records)
- Beginning of the end is where we'll start again (2019)
- I Am The Darkness. We Are The Light (2024)

### Ep's
- The Sheila Divine EP (1998 · Cherry Disc Records)
- Secret Society EP (2002 · Arena Rock Recording Co.)

### Singles
- Hum/I'm A Believer cassette promo (1999 · Roadrunner Records)
- Hum radio promo CD (1999 · Roadrunner Records)
- Like A Criminal 7" vinyl (1999 · Roadrunner Records)
- Ostrich radio promo CD (2001 · Independent)

### Video
- Funeral live Dvd (2007 · Independent)

### Compilaties
- Viva Noel - A Q Division Christmas : "O Holy Night" (1999 · Q-Division Records)
- Then Covered Now : "Metal Health (Bang Your Head)" (1999 · Hearbox Records)
- In Our Lifetime: Vol. 3 : "New Landscape" (2002 · Fenway Recordings)